# Velkoměsto

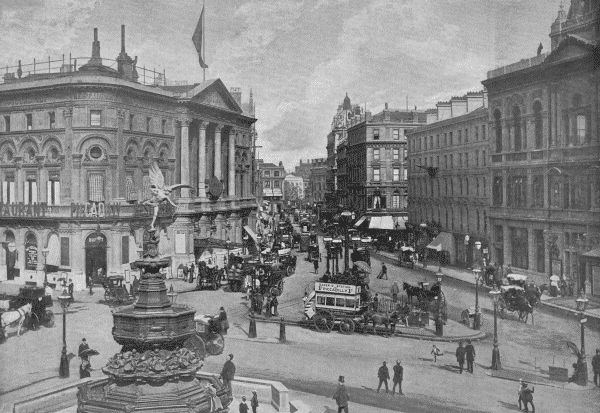
Londýn, město, které mělo 1 000 000 obyvatel již v 19. století

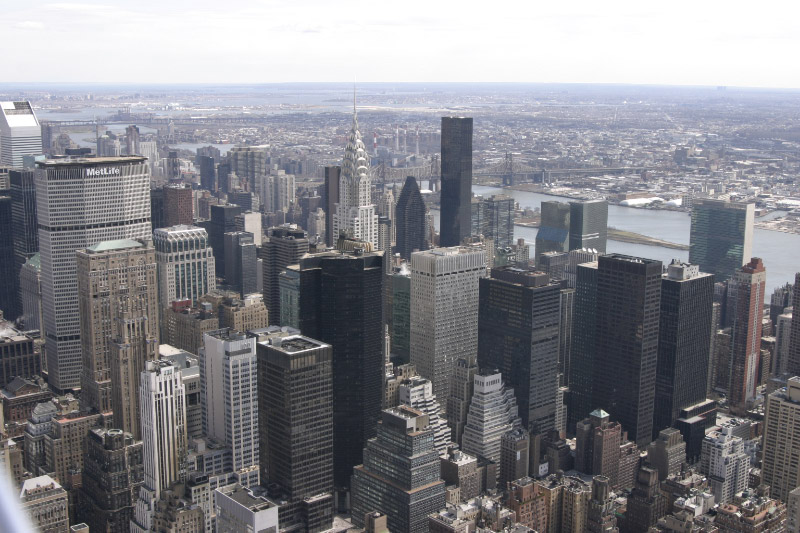
New York, největší velkoměsto Spojených států amerických

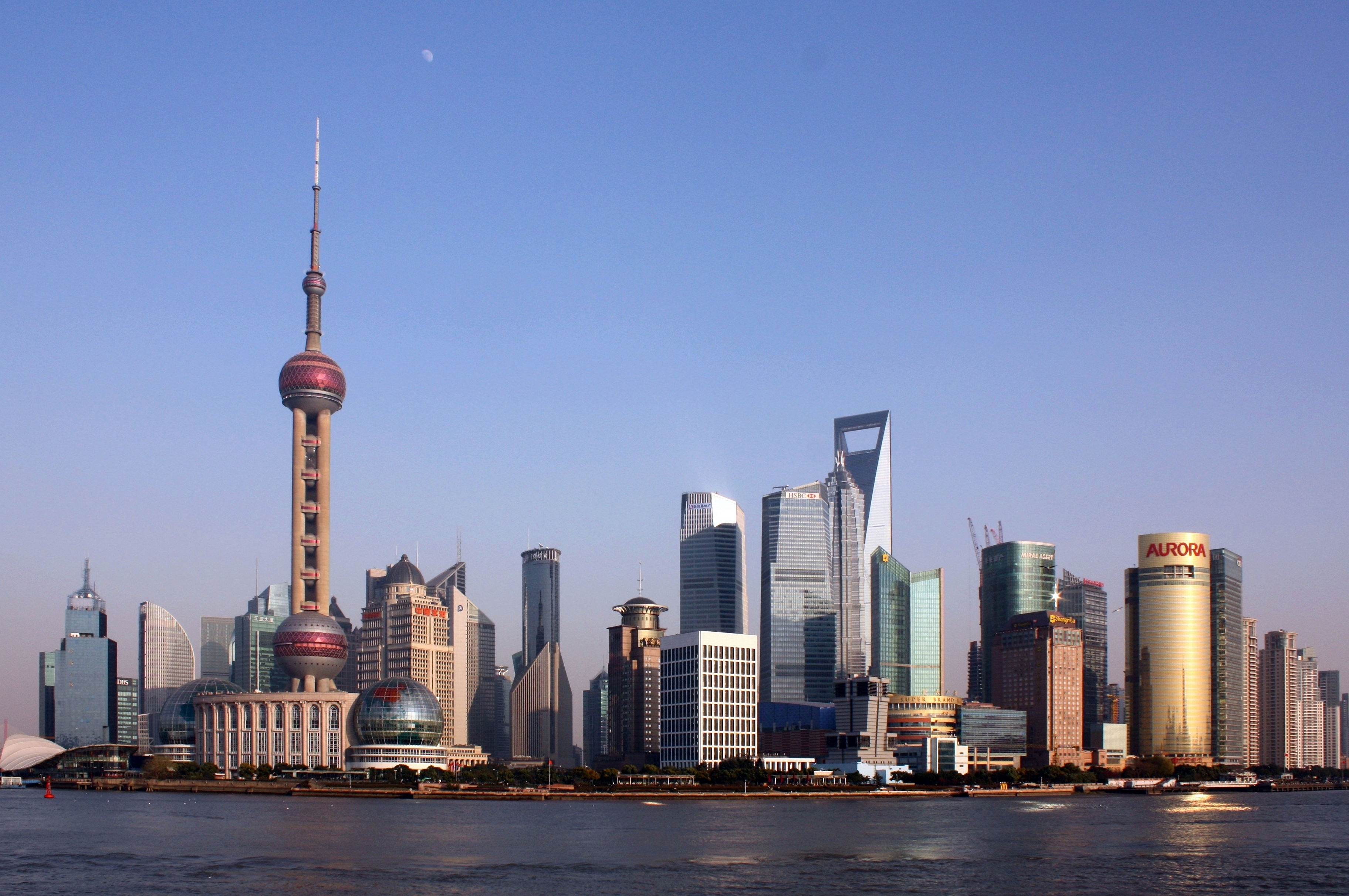
Šanghaj, největší čínské velkoměsto

Za velkoměsto se považuje město, které má více než 100 000 obyvatel. Termín byl takto definován na Mezinárodní statistické konferenci v roce 1887. Velkoměsta jsou zpravidla kulturními, ekonomickými i politickými centry zemí a regionů.

## Výskyt

### V Česku
V českých velkoměstech žije asi jedna pětina obyvatelstva. Dlouhodobě je výrazně největším českým velkoměstem Praha, která má 1,4 milionu obyvatel. S odstupem následuje Brno (400 tisíc) a Ostrava (280 tisíc), pak Plzeň (190 tisíc). Nad stotisícovou hranicí se pohybují ještě města Liberec (108 tisíc) a Olomouc (102 tisíc). Tuto metu dříve překonala i města Ústí nad Labem (107 tisíc v roce 1990) a Hradec Králové (101 tisíc v roce 1990). Nejvíce se k ní přiblížily České Budějovice (99 872 v roce 1995) a Pardubice (96 036 v roce 1989).
Podle věkové struktury obyvatel byla v roce 2001 nejstarším velkoměstem Praha a nejmladším Ostrava.

### V Evropě
Evropská velkoměsta vznikala v době průmyslové revoluce v 19. století a rychle se rozrůstala až do poloviny století minulého, od této doby již k nárůstu nedochází. V mnoha městech západní Evropy od poloviny 20. století existují národnostní menšiny, většinou přistěhovalců z rozvojových zemí.

### V Americe
V USA existuje asi 15 měst, která mají přes 1 milion obyvatel, přesto samy nejsou ani hlavními městy států, ke kterým náležejí. Protože na rozdíl od Evropy tam populace přibývá, tato města se tak neustále rozšiřují a propojují se dohromady, vzniká tak souvislá městská krajina (východní pobřeží USA, okolí Los Angeles). Obdobná situace je i v Jižní Americe, tam se města rozrůstají ale hlavně díky přistěhovalectví venkovanů, vznikají tak ještě větší celky než v USA.

### V Asii
Ve východní Asii dochází od začátku 90. let minulého století k ohromnému rozvoji velkoměst, města jako např. Šanghaj nebo Tokio mají desítky milionů obyvatel a mnoho nových budov, staví se zde nejvyšší mrakodrapy na světě (Taipei 101, Petronas Towers). Přistěhovalectví z venkova zde hraje hlavní roli, nejvíce pak v Číně, Indii, Indonésii a Malajsii.
Naproti tomu v západní Asii, v Indii a Íránu je životní úroveň nízká, města trpí velkým přelidněním, kolem nich vznikají chudá předměstí, kde žijí hlavně přistěhovalci z venkova. Tato města nedostávají tolik investic, jako ta na východě, navíc díky vysokému přírůstku obyvatel a vidinou práce u venkovanů se enormně rozrůstají (Bombaj, Dillí, Isfahán, Teherán), čímž se špatné podmínky ještě zhoršují.

### Na Blízkém východě
Objev ropy v 30. letech minulého století, založení OPECu v 70. letech minulého století a následné zbohatnutí zemí Arabského poloostrova vedlo k přeměně měst, jako např. Dubaje či Rijádu v moderní milionová velkoměsta s vysokou životní a kulturní úrovní. Naproti tomu blíže ke Středozemnímu moři existují velkoměsta chudší (Káhira, Gíza), která mají ohromné problémy se znečištěním a hlukem.